# Mara Carfagna
Mara Rosaria Carfagna, née le 18 décembre 1975 à Salerne (Campanie), est une femme politique et ancien mannequin italienne.
Membre des partis Forza Italia, Le Peuple de la liberté puis Forza Italia, elle est députée depuis 2006 et ministre sans portefeuille chargée de l'Égalité des chances dans le gouvernement Berlusconi IV entre 2008 et 2011.
Vice-présidente de la Chambre des députés à partir de 2018, elle redevient ministre sans portefeuille trois plus tard, chargée du Sud et de la Cohésion territoriale dans le gouvernement Draghi.

## Biographie

### Origines et études
Maria Carfagna est née à Salerne ; son père, Salvatore, était principal de l'institut Santa Caterina da Siena, sa mère était professeur,. Son frère est un chirurgien esthétique. Sa famille est traditionnelle et conservatrice, son éducation lui inculque les valeurs de travail et d’ambition. Elle est diplômée en science de la grande école scientifique Giovanni da Procida à Salerne. En 2001, elle obtient sa maîtrise de droit à l'université de Salerne, avec une thèse sur les droits des systèmes d'information et de télévision. Elle reçoit les honneurs (110 e lode) (110 sur 110 et félicitations du jury) pour sa thèse.

### Mannequinat et émissions télévisées
Après une formation de danse et de piano, elle participe au concours de Miss Italie en 1997, où elle se classe sixième. À ce propos, elle affirmera par la suite : « Cette compétition fait de vous une femme, elle vous mûrit... Tout ce stress, ce désir de gagner, cela vous fait comprendre qui vous êtes ». Elle travaille ensuite à la télévision, pour la compagnie Mediaset, détenue par Silvio Berlusconi. De 2000 à 2006 elle participe comme « showgirl » à l’émission La domenica del villaggio (Dimanche au village) avec Davide Mengacci. En 2006, elle coprésente le programme Piazza grande (Grand Place) avec Giancarlo Magalli. Elle participe aussi aux programmes I cervelloni, Vota la voce et Domenica In.
Mara Carfagna est parfois surnommée « Mara La Bella » (« la belle Mara »). Elle a déjà posé nue plusieurs fois, pour des magazines comme Maxim. Réticente à parler de son passé de mannequin, elle suggère qu’elle a parfois eu des réticences à faire ce travail. Elle affirme : « Je suis un peu pudique et je ne trouve pas qu’être nue devant une caméra soit une expérience agréable ». Elle déclare croire fermement aux valeurs de la famille, et affirme lors d’une interview qu’elle a une fois refusé de jouer dans un film érotique dirigé par Tinto Brass.

### Carrière politique

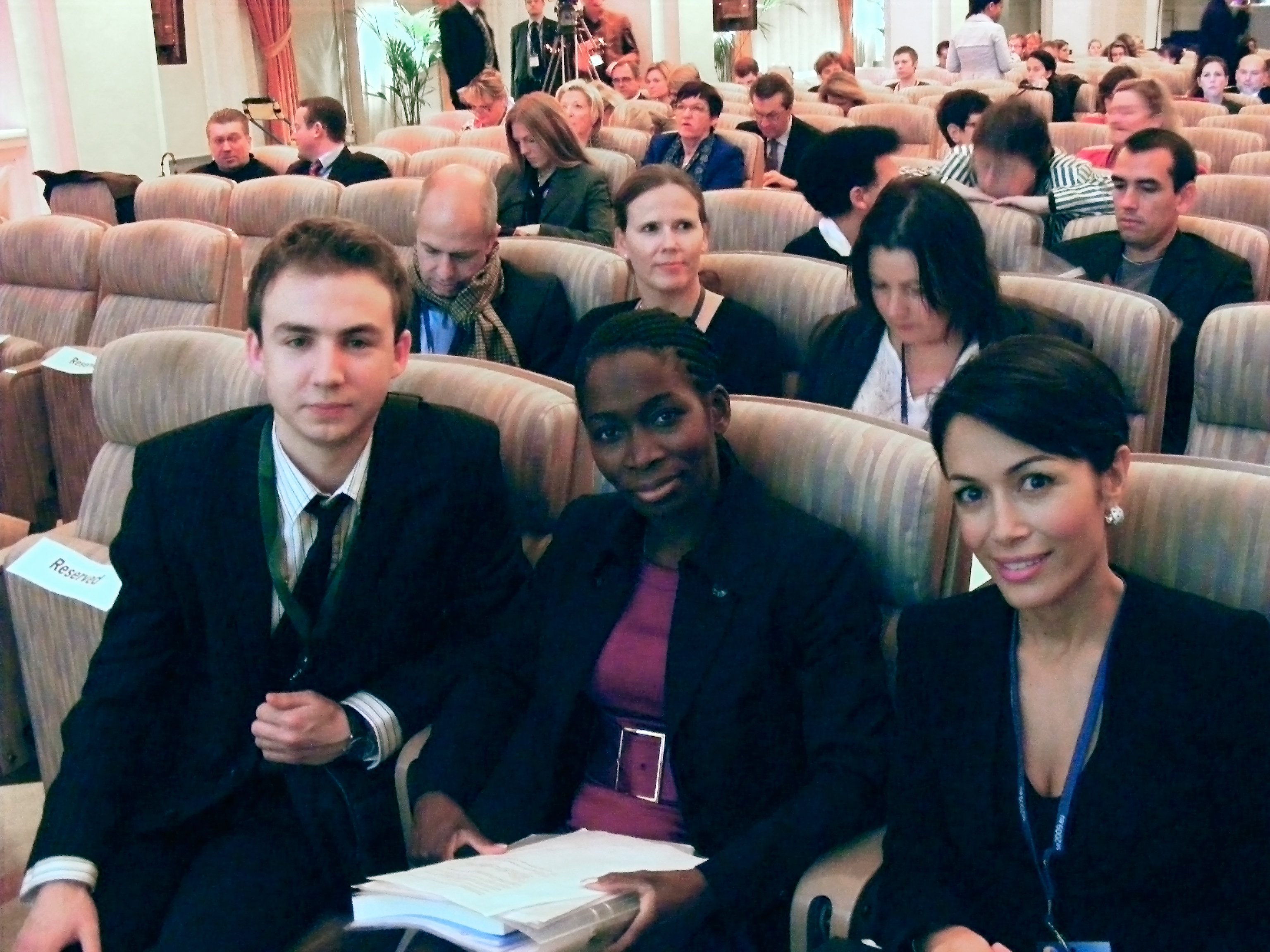
Paweł Rogaliński, Nyamko Sabuni et Mara Carfagna au cours du Troisième sommet de l'égalité à Stockholm, en 2009.

Mara Carfagna entre en politique en 2004, et devient responsable du mouvement des femmes dans le parti Forza Italia,. Aux élections législatives de 2006 elle est élue à la Chambre des députés pour la 2e circonscription de la Campanie. Son élection suscite la polémique, y compris au sein de son parti, en raison de ses précédentes activités dans le spectacle et la télévision. Elle rentre néanmoins dans le rang et suit volontiers les lignes directrices de son parti. En tant que députée, elle est secrétaire de la Commission pour les Affaires constitutionnelles, et est décrite comme une parlementaire travailleuse, prenant son travail très au sérieux. Elle se fait remarquer pour la gestion de certains problèmes, comme la criminalité dans sa ville de Salerne, après avoir elle-même été victime de cambriolage à trois reprises. Une autre de ses priorités est la gestion de la crise des déchets en Campanie.
En janvier 2007, elle est l'objet d'une nouvelle polémique. Au soir de la cérémonie Telegatto, Berlusconi déclare : « Si je n’étais pas déjà marié, je l’aurais épousée immédiatement ». À cause de ce propos, l'épouse de Berlusconi, Veronica Lario demande des excuses publiques à travers un journal national. Maria Carfagna elle-même décrit le commentaire comme « galant et innocent », et affirme ne pas comprendre la réaction de Lario.
Lors des élections législatives de 2008, elle obtient la troisième place pour Le Peuple de la Liberté dans la région de Campanie ; elle est réélue députée,. Le 8 mai 2008, le président du Conseil Silvio Berlusconi la nomme ministre sans portefeuille chargée de l’Égalité des chances, ce qui reçoit une attention internationale due à son passé et à son physique. Elle a ainsi été surnommée « la plus belle ministre du monde »,. Elle est la première femme ministre originaire de Salerne.

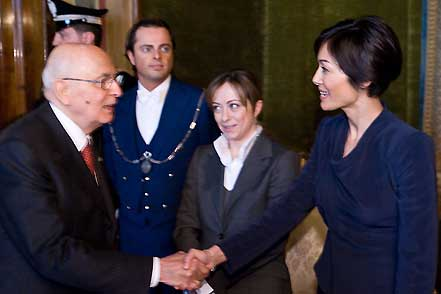
Mara Carfagna et la ministre de la Jeunesse Giorgia Meloni avec le président de la République Giorgio Napolitano, en 2009.

Elle se décrit comme antiféministe et considère que cette liberté ne dépend pas de l’indépendance, mais des règles et de la discipline. Dans un premier temps elle se positionne comme son parti contre les demandes des associations homosexuelles, et déclare que les droits matrimoniaux devraient être liés à la reproduction. Peu après son accession au poste de ministre, elle refuse de prendre part à une gay pride, car selon elle, les homosexuels ne feraient pas l’objet de discriminations en Italie, ce que critiquent certaines associations. Cependant ses positions évoluent, sous l'influence de la parlementaire de gauche Anna Paola Concia. Après s'être excusée publiquement auprès des homosexuels, elle fait entrer pour la première fois dans la communication officielle italienne un discours contre l'homophobie.
En septembre 2008, Carfagna introduit une nouvelle loi qui criminalise la prostitution, pour les clients et les prostitués. Cette loi est la première initiative importante en tant que ministre. Elle affirme qu’à présent en Italie, « comme dans la grande majorité des pays occidentaux », les bordels et le proxénétisme sont illégaux mais la prostitution en tant que telle ne l’est pas. Elle décrit la prostitution comme un « phénomène honteux ». À ce titre, elle est critiquée par des associations de prostitués, notamment Carla Corso fondatrice du CDCP (Comitato per i diritti civili delle prostitute), qui lui répond qu'elle a elle-même utilisé son corps en posant nue sur des calendriers. Cependant, certaines associations catholiques soulignent son courage de « considérer la prostitution comme un sérieux problème ».
Elle institue également le délit de harcèlement.
Après avoir elle-même lutté contre les préjugés sur son passé, elle est depuis considérée comme une femme politique rusée et l'une des ministres les plus populaires du gouvernement Berlusconi : beaucoup à droite comme à gauche reconnaissant désormais son travail. Elle quitte son poste de ministre en 2011, après la nomination de Mario Monti à la présidence du Conseil.
Elle est réélue députée lors des élections législatives de 2013 puis de 2018. Elle est élue vice-présidente de la Chambre le 29 mars 2018 après avoir obtenu 259 voix.
Entre février 2021 et octobre 2022, elle est ministre pour le Sud et la Cohésion territoriale dans le gouvernement Draghi. Elle est réélue députée le 25 septembre 2022.